# Воля-Красенінська
Воля-Красенінська (пол. Wola Krasienińska) — село в Польщі, у гміні Нємце Люблінського повіту Люблінського воєводства.
Населення — 196 осіб (2011).

## Демографія
Демографічна структура станом на 31 березня 2011 року:
|          | Загалом | Допрацездатний вік | Працездатний вік | Постпрацездатний вік |
| -------- | ------- | ------------------ | ---------------- | -------------------- |
| Чоловіки | 99      | 29                 | 65               | 5                    |
| Жінки    | 97      | 12                 | 62               | 23                   |
| Разом    | 196     | 41                 | 127              | 28                   |